# Terceirização
Terceirização (português brasileiro) ou externalização (português europeu) ou o outsourcing é uma forma de organização estrutural que permite a uma empresa privada ou governamental transferir a outra suas atividades-meio, proporcionando maior disponibilidade de recursos para sua atividade-fim, reduzindo a estrutura operacional, diminuindo os custos, economizando recursos e desburocratizando a administração para as empresas. Em alguns contextos distingue-se terceirização de outsourcing. Geralmente, ambos os conceitos estão intimamente ligados à subcontratação.

## História
A história mostra que o surgimento da terceirização como processo e técnica de gestão administrativa ocorreu nos Estados Unidos após o início da Segunda Guerra Mundial, devido ao período de recessão daquele momento e à alta necessidade de produção e desenvolvimento de armamentos pelas indústrias bélicas. Dessa forma, algumas atividades realizadas pelas empresas passaram a ser delegadas a outras companhias prestadoras de serviços, a fim de se obter uma produção mais eficiente e um foco no desenvolvimento interno. Os grandes empregadores precisavam se concentrar para se manterem dentro do mercado de forma efetiva, necessitando de um foco interno, e acabaram descobrindo alternativas para sua permanência no mercado de forma competitiva.
Oportunamente, foi introduzida a ideologia downsizing, que resulta na redução dos níveis hierárquicos, diminuindo o organograma e reduzindo o número dos cargos dentro das empresas, bem como, as barreiras burocráticas, de forma que fossem agilizadas as tomadas de decisão. O processo promoveu um perfil de empresa mais horizontal, e permitiu que as empresas obtivessem uma evolução ao tentarem se tornar mais rápidas e eficientes. Como consequência, a reorientação empresarial fez com que os empregadores chegassem à conclusão de que, para se tornarem ainda mais eficientes, deveriam transferir para terceiros os encargos de execução de atividades secundárias (meio), focando todos os esforços da empresa nas atividades principais (fim). Com essa busca por formas mais eficientes de produção, entendeu-se que a divisão de tarefas entre a empresa principal e a empresa prestadora de serviços, proporcionaria uma maior divisão do trabalho e, consequentemente, um maior controle e foco individual das mais diversas etapas de produção. De maneira prática, as atividades de “meio”, ou seja, atividades que não são as atividades da finalidade do empregador, passariam a ser exercidas por prestadores de serviço, permitindo que o empregador principal pudesse se dedicar em suas atividades de “fim”. Essa mudança acarretou em resultados satisfatórios e ficou conhecida como outsourcing, ou terceirização.
Como consequência dessa nova forma de organização horizontal do sistema de produção, o conceito de subordinação, bastante claro e fundamental nos modelos taylorista e fordista, foi perdendo sua força, e a grande distância antes existente entre os empregados e empregador foi reduzindo. Ganhou-se então um espaço maior para o modelo toyotista de produção, no qual se identifica com a técnica da terceirização a partir do momento em que há uma falsa perda de subordinação e dos laços da relação empregatícia. O fenômeno da terceirização surgiu nesse contexto de organização horizontal do trabalho, tornando-se meio eficaz para a concretização das ideias trazidas pelo toyotismo, nas quais incluíam a flexibilização da legislação trabalhista, esta última tida, como limitação ao crescimento econômico e à livre iniciativa privada.
Na técnica de terceirização, o empregador não assume um vínculo empregatício com seus empregados, e sim um contrato de trabalho com outra pessoa jurídica. Essa nova relação apresenta uma redução no custo de produção ao delegar atividades de “meio” para outros empregadores, enquanto a empresa que delega se volta para a sua atividade principal (de fim). Em contrapartida, essa técnica pode ocasionar, em casos específicos, na quebra da segurança trabalhista em relação aos empregados, que seguem exercendo seu trabalho, porém para um empregador que se limita às imposições dos contratos celebrados entre a empresa principal e a empresa terceirizada. Essa insegurança é percebida devido ao fato de que, por consequência, a relação de trabalho terceirizada ocorre na forma de triangulação, não havendo um vínculo empregatício plenamente reconhecido entre o empregador e o empregado.
O processo de terceirização, no Brasil, não foi diferente, pois foi implantado de forma gradativa devido à vinda das primeiras empresas de grande porte e multinacionais.
No início a prática era conhecida como contratação de serviços de terceiros, principalmente de mão de obra, com o intuito de reduzir o custo de mão de obra, tendo como objetivo contratar terceiros para trabalhar e ter ganho de qualidade, eficiência, especialização, eficácia e produtividade da atividade principal da empresa e os itens acessórios ficariam por conta da empresa terceirizada.

## Vantagens

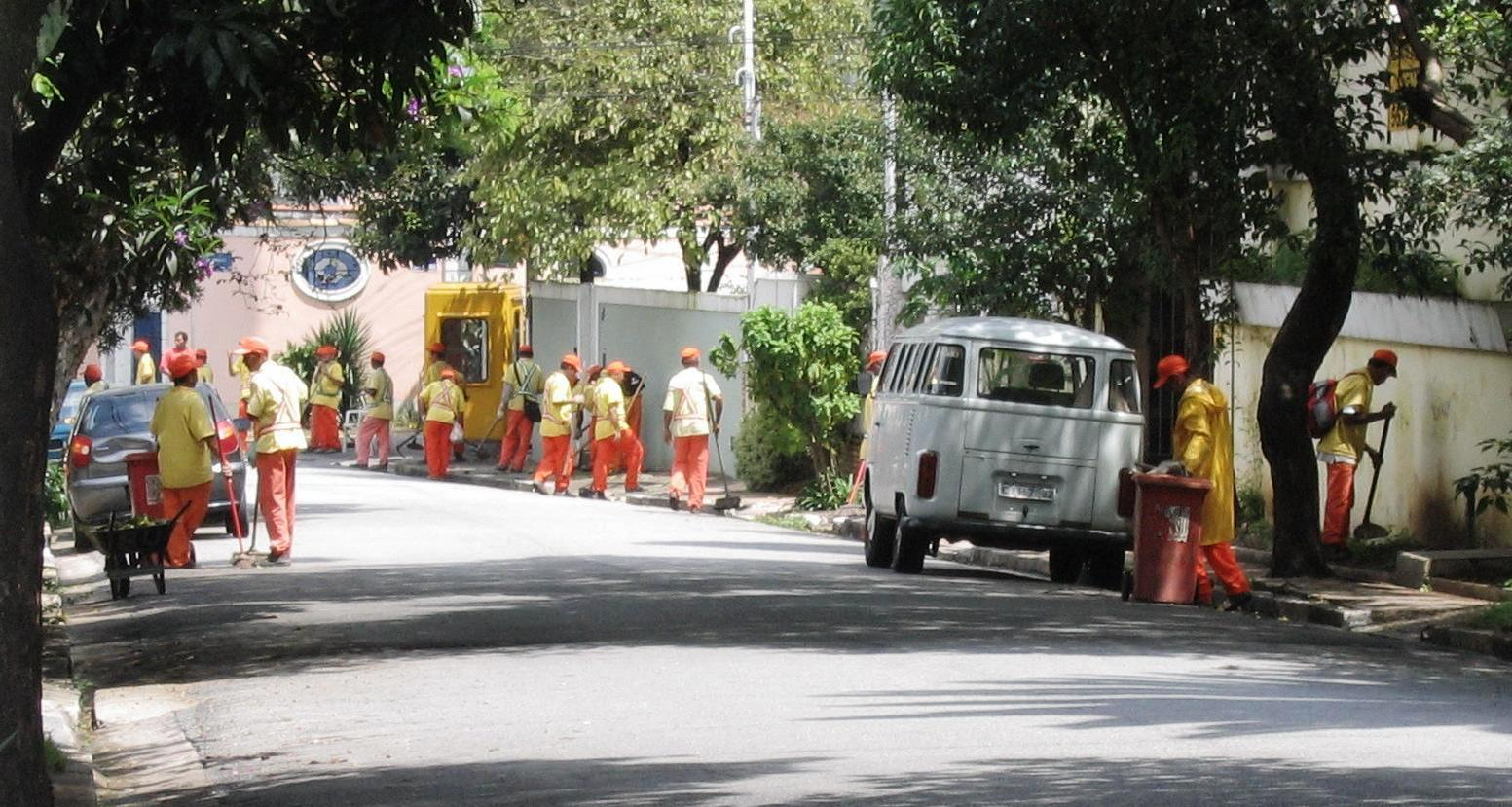
Os exemplos de terceirização mais comuns relacionam-se com a prestação de serviços específicos, como limpeza e segurança

- Reduzir despesas e racionalizar atividades e processos;
- Contratar serviços de terceiros eleva o grau de execução das atividades, a fim de criar mais valor à organização;
- Reduzir os custos de mão de obra, pois os fornecedores externos de produtos ou serviços podem suprir a empresa com custos menores do que os departamentos internos;
- Eliminar possíveis problemas comportamentais e estruturais;
- Reduzir o quadro de funcionários e níveis hierárquicos – downsizing –;
- Diminuir possíveis atritos pessoais e ineficiências decorrentes do mau funcionamento da atividade;[6]
- Potencializar a competitividade entre empresas;
- Desobrigação da administração dos direitos trabalhistas dos profissionais contratados;[7]
- Garantir ganhos de especialidade, qualidade, eficiência, produtividade e competitividade para empresas;[8]
- Crescimento favorável do lucro devido à redução de custos com salário e benefícios devido a menor sindicalização.[9]

## Desvantagens
- Contratação da terceirização para atividades de finalização pode levar a perda de  aptidões e conhecimentos básicos do trabalhador, que não sabe ao certo o que está produzindo;
- Falta de credibilidade por parte dos contratantes com empresas terceirização, que é bastante ocorrente;
- Contratos vagos e confusos, com falta de cláusulas fundamentais para a parceria;
- Problemas de comunicação dentro da organização, a interpessoal e a interprofissional, podendo ser causadas principalmente pela diferença entre as culturas em convívio;
- Falta de controle sobre as atividades terceirizadas, pois  não se deve perder o controle pelo fato de ser terceirizado;
- Cobrança excessiva por parte do contratante que visa a redução de custo, podendo ocasionar perda de qualidade dos produtos e serviços terceirizados, afetando a satisfação dos clientes;
- Dependência do contratante com o fornecedor, através de contratos mal elaborados obrigando a manter vínculos que podem ser indesejados;[10]
- Causa aumento da rotatividade de mão de obra e nos níveis de desemprego.[11]

## Crítica
Alguns autores afirmam que a terceirização na área de segurança pública é um retorno ao feudalismo. Entretanto, o feudalismo é bom para o indivíduo, para startups pequenos, e para empresas de médio porte que não podem se dar ao luxo de contratar os seus próprios empregados especializados em segurança, neste caso, ser um vassalo tem suas vantagens. Por outro lado, para grandes organizações, no entanto, é mais complicado. Essas organizações estão acostumadas a confiar em outras empresas com funções corporativas críticas. As multinacionais estão terceirizando sua folha de pagamento, preparação de impostos e serviços jurídicos há décadas. Mas os regulamentos de uso de software muitas vezes exigem auditorias. Os senhores feudais não permitem que os vassalos os auditem, mesmo que esses vassalos sejam grandes e poderosas corporações. Eles podem cometer erros com a segurança, como aconteceu com a Apple, Facebook e Photobucket. Eles podem agir arbitrária e caprichosamente, como a Amazon fez quando cortou os usuários Kindle que vivem no país errado. Uma empresa que terceiriza seus dados e segurança para as empresas, mas recebe muito poucas garantias de proteção em troca, e essas empresas têm muito poucas restrições sobre o que podem fazer e o contratante acaba com a responsabilidade e perda.

## Terceirização no direito comparado

### México
No México, a terceirização é utilizada principalmente para subcontratar empregados. Devido a emendas aprovadas pelo Congresso Mexicano à Lei Federal Trabalhista Mexicana (que entrou em vigor em 1º de dezembro de 2012), a terceirização é agora especificamente regulada por aquela lei. A reforma define o regime de subcontratação como o regime pelo qual um empregador chamado fornecedor executa trabalhos ou provê serviços com os seus trabalhadores, que dependem dele, para um beneficiário, o cliente, individual ou entidade, que determina o trabalho do contratado e supervisiona os trabalhos contratados. O regime de subcontratação é geralmente associado ao regime de terceirização e com todas as formas de subcontratação e provisão de serviços e trabalhos entre empresas do mesmo grupo de negócios. Finalmente, três requisitos devem ser atendidos sob o regime de subcontratação. Se um deles não for atendido, o consumidor será considerado um empregador para todos os efeitos jurídicos, incluindo obrigações previdenciárias. O trabalho sob o regime de subcontratação:
- Não pode cobrir todas as atividades (as mesmas ou inteiramente semelhantes) que são realizadas no espaço de trabalho;
- Deve ser justificado por sua natureza especializada;
- Não pode incluir o mesmo trabalho ou semelhante ao trabalho realizado pelo resto dos trabalhadores contratados pelo cliente.

### Estados Unidos
Nos EUA, A lei federal  não regulamenta as transações de terceirização especificamente. A lei dos contratos geralmente é governada pelas leis dos estados, sujeita a quaisquer leis federais aplicáveis (como leis de propriedade intelectual, imigração, controle de exportações e falência). Certas indústrias, como a indústria da saúde, finanças e seguros são reguladas em nível federal ou estadual, ou ambos. Essas regulações (e demais diretrizes regulatórias) frequentemente afetam o conteúdo negociado das transações de terceirização, a ponto de as atividades terceirizadas implicam obrigações regulatórias da entidade que contrata serviços terceirizados. Por exemplo, transações terceirizadas envolvendo entidades sujeitas a leis federais financeiras (como leis do sistema bancário) podem abordar certas obrigações regulatórias de compliance da entidade financeira contratante, se as funções terceirizadas afetarem a capacidade da entidade financeira de seguir requerimentos de informativos regulatórios, de auditoria, de privacidade e de proteção de dados.

### Alemanha
Não há leis específicas na Alemanha regulando a terceirização. Todavia, existe regulação em diversas leis codificadas alemãs, que têm relevância para transações de terceirização. O altamente complexo processo de terceirização toca em muitos diferentes assuntos que devem ser considerados quando do início de uma transação de terceirização. O direito civil, processual, de propriedade intelectual, de proteção de dados, o direito trabalhista, corporativo, antitruste, o direito tributário e leis dizendo respeito a setores específicos, como o setor financeiro, de seguros e de autoridades públicas. O Código Civil Alemão (BGB) dispõe sobre o contrato de terceirização, a qualificação legal do contrato e as garantias e responsabilidades, da mesma forma que dispõe sobre todos os contratos sob a lei alemã.

## Terceirização no Brasil

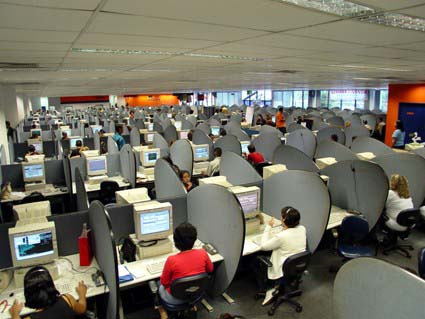
A maior causa do aumento da terceirização no Brasil e no mundo têm relação com a diminuição dos custos com funcionários, pois o custo para as empresas acaba sendo menos quando contrata mão de obra de terceiros, tendo eventuais gastos como: direitos trabalhistas, indenizações e problemas de segurança do trabalho

No cenário mundial, a terceirização assume características semelhantes nos diversos países que a utilizam e em cada um ela se estrutura de uma maneira, dependendo diretamente de fatores estruturais, históricos, culturais, econômicos, políticos, dentre outros. 
No cenário brasileiro, a terceirização se intensificou a partir da década de 1990, atingindo não somente áreas periféricas, como também as centrais. No Brasil, assim como em diversos outros países, a terceirização tem como um de seus principais objetivos aumentar a qualidade e a produtividade em busca de obter um diferencial competitivo.

### Lei da terceirização
O Projeto de Lei 4330/04, de autoria do ex-deputado Sandro Mabel (PMDB-GO), facilita a terceirização de trabalhadores, seguindo o mesmo caminho do ex-presidente Fernando Henrique Cardoso na década de 90
Segundo a CUT, essa emenda que permite a contratação de funcionários terceirizados para atividades-fim, por uma empresa, como por exemplo, a terceirização de funcionários para a limpeza de empresas, universidades, torna-se desnecessária com a existência da Súmula 331 do TST, pacificando na Justiça o consenso de evitar a terceirização na atividade-fim, tonando a Súmula intacta.

### Exemplo

#### Petrobras
Em 2009 a cada funcionário concursado 3,8 eram de empresas privadas. E em 2010, a proporção teria sido de 3,6, segundo a estatal: 291 mil terceirizados para um quadro de carreira de 80 mil funcionários. Com quadro de funcionários de 80% composto por terceirizados. Recentes escândalos de desvios de rota da empresa, favorecimentos ilícitos através de barganhas financeiras obscuras, fortalecem a necessidade de austeridade moral e restrições de gastos, que são favorecidas pela terceirização, onde as relações de trabalho são restritas ao pleno desempenho de cada tarefa contratada.

### A reforma trabalhista e a terceirização no Brasil
A reforma trabalhista, Lei n.13.467, aprovada em 13/07/2017 e vigente a partir de 11/11/2017, promoveu alterações profundas quanto ao tratamento da terceirização trabalhista no país, buscando estimulá-la “mediante o afastamento de restrições e controles significativos sobre o processo terceirizante”.
Não obstante as mudanças introduzidas em razão da supracitada lei, no mesmo ano de 2017 a terceirização já havia sido tratada pela Lei n. 13.429, de 31/03/2017, porém de forma menos extensiva.
A primeira grande alteração refere-se às atividades sujeitas a serem terceirizadas; do novo texto passa a constar que “Considera-se prestação de serviços a terceiros a transferência feita pela contratante da execução de quaisquer de suas atividades, inclusive sua atividade principal, à pessoa jurídica de direito privado prestadora de serviços que possua capacidade econômica compatível com a sua execução.” (Art. 4º-A, Lei 6.019/74).
Conclui-se do referido dispositivo, bem como dos Arts. 4-C e 5-A da mesma Lei, que há uma ampliação da terceirização, pois podendo atingir a própria atividade principal da empresa tomadora de serviços².
Outra grande alteração refere-se à supressão da imperatividade da regra isonômica entre trabalhadores terceirizados e empregados da empresa tomadora de serviços³, no que se refere à equidade salarial, nos casos de terceirização lícita. 
Neste sentido dispõe §1º do Art. 4-C da Lei 6.019/74, após a reforma:
"§ 1o  Contratante e contratada poderão estabelecer, se assim entenderem, que os empregados da contratada farão jus a salário equivalente ao pago aos empregados da contratante, além de outros direitos não previstos neste artigo."
Deste modo, a equidade salarial far-se-á mediante “cláusula contratual interempresarial”, caindo por terra a regra isonômica quanto às terceirizações lícitas e suscitando críticas quanto à possível ofensa ao princípio constitucional da antidiscriminação.
Cabe ressaltar que o novo diploma manteve a responsabilização subsidiária em relação as obrigações trabalhistas no período em que se mantém a relação empregatícia (Art. 5-A, §5º, Lei 6.019/74).
Vale citar, ainda, que o Art.4-A prevê expressamente a terceirização em cadeia, ou seja, a subcontratação de outras empresas pela empresa prestadora de serviços a fim de realização das atividades contratadas pela tomadora.

### Alterações legislativas aplicadas pela Reforma Trabalhista no que tange à Terceirização (Lei nº 13.467/17)
Após a reforma, no que se refere à terceirização trabalhista, passou a constar: 
"Art. 4o-A.  Considera-se prestação de serviços a terceiros a transferência feita pela contratante da execução de quaisquer de suas atividades, inclusive sua atividade principal, à pessoa jurídica de direito privado prestadora de serviços que possua capacidade econômica compatível com a sua execução. (Redação dada pela Lei nº 13.467, de 2017)
§ 1o  A empresa prestadora de serviços contrata, remunera e dirige o trabalho realizado por seus trabalhadores, ou subcontrata outras empresas para realização desses serviços. (Incluído pela Lei nº 13.429, de 2017)
§ 2o  Não se configura vínculo empregatício entre os trabalhadores, ou sócios das empresas prestadoras de serviços, qualquer que seja o seu ramo, e a empresa contratante. (Incluído pela Lei nº 13.429, de 2017)
Art. 4o-B.  São requisitos para o funcionamento da empresa de prestação de serviços a terceiros: (Incluído pela Lei nº 13.429, de 2017)
I - prova de inscrição no Cadastro Nacional da Pessoa Jurídica (CNPJ); (Incluído pela Lei nº 13.429, de 2017)
II - registro na Junta Comercial; (Incluído pela Lei nº 13.429, de 2017)
III - capital social compatível com o número de empregados, observando-se os seguintes parâmetros: (Incluído pela Lei nº 13.429, de 2017)
a) empresas com até dez empregados - capital mínimo de R$ 10 000,00 (dez mil reais); (Incluído pela Lei nº 13.429, de 2017)
b) empresas com mais de dez e até vinte empregados - capital mínimo de R$ 25 000,00 (vinte e cinco mil reais); (Incluído pela Lei nº 13.429, de 2017)
c) empresas com mais de vinte e até cinquenta empregados - capital mínimo de R$ 45 000,00 (quarenta e cinco mil reais); (Incluído pela Lei nº 13.429, de 2017)
d) empresas com mais de cinquenta e até cem empregados - capital mínimo de R$ 100 000,00 (cem mil reais); e (Incluído pela Lei nº 13.429, de 2017)
e) empresas com mais de cem empregados - capital mínimo de R$ 250.000,00 (duzentos e cinquenta mil reais). (Incluído pela Lei nº 13.429, de 2017)
Art. 4o-C.  São asseguradas aos empregados da empresa prestadora de serviços a que se refere o art. 4o-A desta Lei, quando e enquanto os serviços, que podem ser de qualquer uma das atividades da contratante, forem executados nas dependências da tomadora, as mesmas condições: (Incluído pela Lei nº 13.467, de 2017)
I - relativas a: (Incluído pela Lei nº 13.467, de 2017)
a) alimentação garantida aos empregados da contratante, quando oferecida em refeitórios; (Incluído pela Lei nº 13.467, de 2017)
b) direito de utilizar os serviços de transporte; (Incluído pela Lei nº 13.467, de 2017)
c) atendimento médico ou ambulatorial existente nas dependências da contratante ou local por ela designado; (Incluído pela Lei nº 13.467, de 2017)
d) treinamento adequado, fornecido pela contratada, quando a atividade o exigir. (Incluído pela Lei nº 13.467, de 2017)
II - sanitárias, de medidas de proteção à saúde e de segurança no trabalho e de instalações adequadas à prestação do serviço. (Incluído pela Lei nº 13.467, de 2017)
§ 1o  Contratante e contratada poderão estabelecer, se assim entenderem, que os empregados da contratada farão jus a salário equivalente ao pago aos empregados da contratante, além de outros direitos não previstos neste artigo. (Incluído pela Lei nº 13.467, de 2017)
§ 2o  Nos contratos que impliquem mobilização de empregados da contratada em número igual ou superior a 20% (vinte por cento) dos empregados da contratante, esta poderá disponibilizar aos empregados da contratada os serviços de alimentação e atendimento ambulatorial em outros locais apropriados e com igual padrão de atendimento, com vistas a manter o pleno funcionamento dos serviços existentes. (Incluído pela Lei nº 13.467, de 2017)
Art. 5o-A.  Contratante é a pessoa física ou jurídica que celebra contrato com empresa de prestação de serviços relacionados a quaisquer de suas atividades, inclusive sua atividade principal. (Redação dada pela Lei nº 13.467, de 2017)
§ 1o  É vedada à contratante a utilização dos trabalhadores em atividades distintas daquelas que foram objeto do contrato com a empresa prestadora de serviços. (Incluído pela Lei nº 13.429, de 2017)
§ 2o  Os serviços contratados poderão ser executados nas instalações físicas da empresa contratante ou em outro local, de comum acordo entre as partes. (Incluído pela Lei nº 13.429, de 2017)
§ 3o  É responsabilidade da contratante garantir as condições de segurança, higiene e salubridade dos trabalhadores, quando o trabalho for realizado em suas dependências ou local previamente convencionado em contrato. (Incluído pela Lei nº 13.429, de 2017)
§ 4o  A contratante poderá estender ao trabalhador da empresa de prestação de serviços o mesmo atendimento médico, ambulatorial e de refeição destinado aos seus empregados, existente nas dependências da contratante, ou local por ela designado. (Incluído pela Lei nº 13.429, de 2017)
§ 5o  A empresa contratante é subsidiariamente responsável pelas obrigações trabalhistas referentes ao período em que ocorrer a prestação de serviços, e o recolhimento das contribuições previdenciárias observará o disposto no art. 31 da Lei no 8.212, de 24 de julho de 1991. (Incluído pela Lei nº 13.429, de 2017)
Art. 5o-B.  O contrato de prestação de serviços conterá: (Incluído pela Lei nº 13.429, de 2017)
I - qualificação das partes; (Incluído pela Lei nº 13.429, de 2017)
II - especificação do serviço a ser prestado; (Incluído pela Lei nº 13.429, de 2017
III - prazo para realização do serviço, quando for o caso; (Incluído pela Lei nº 13.429, de 2017)
IV - valor. (Incluído pela Lei nº 13.429, de 2017)
Art. 5o-C.  Não pode figurar como contratada, nos termos do  art. 4o-A desta Lei, a pessoa jurídica cujos titulares ou sócios tenham, nos últimos dezoito meses, prestado serviços à contratante na qualidade de empregado ou trabalhador sem vínculo empregatício, exceto se os referidos titulares ou sócios forem aposentados. (Incluído pela Lei nº 13.467, de 2017)
Art. 5o-D.  O empregado que for demitido não poderá prestar serviços para esta mesma empresa na qualidade de empregado de empresa prestadora de serviços antes do decurso de prazo de dezoito meses, contados a partir da demissão do empregado. (Incluído pela Lei nº 13.467, de 2017)"

### Entendimento Jurisprudencial acerca da Terceirização

#### Inexistência de lei específica sobre a terceirização até os anos 2000.
Cabe ao TST uniformizar a jurisprudência a respeito das relações de trabalho. A partir da década de 90 no Brasil a terceirização se apresentou como um fenômeno crescente, sendo que inexistia lei específica a respeito do tema, razão pela qual a Súmula 331 do TST, de 2000, representou uma linha prevalente nas decisões judiciais no tocante á terceirização.

#### Súmula 331 do Tribunal Superior do Trabalho
"Súmula 331 do TST: Contrato de prestação de serviços. Legalidade.
I - A contratação de trabalhadores por empresa interposta é ilegal, formando-se o vínculo diretamente com o tomador dos serviços, salvo no caso de trabalho temporário (Lei nº 6.019, de 03.01.1974). 
II - A contratação irregular de trabalhador, mediante empresa interposta, não gera vínculo de emprego com os órgãos da Administração Pública direta, indireta ou fundacional (art. 37, II, da CF/1988). 
III - Não forma vínculo de emprego com o tomador a contratação de serviços de vigilância (Lei nº 7.102, de 20.06.1983) e de conservação e limpeza, bem como a de serviços especializados ligados à atividade-meio do tomador, desde que inexistente a pessoalidade e a subordinação direta. 
IV - O inadimplemento das obrigações trabalhistas, por parte do empregador, implica a responsabilidade subsidiária do tomador dos serviços quanto àquelas obrigações, desde que haja participado da relação processual e conste também do título executivo judicial. 
V - Os entes integrantes da Administração Pública direta e indireta respondem subsidiariamente, nas mesmas condições do item IV, caso evidenciada a sua conduta culposa no cumprimento das obrigações da Lei n.º 8.666, de 21.06.1993, especialmente na fiscalização do cumprimento das obrigações contratuais e legais da prestadora de serviço como empregadora. A aludida responsabilidade não decorre de mero inadimplemento das obrigações trabalhistas assumidas pela empresa regularmente contratada. 
VI – A responsabilidade subsidiária do tomador de serviços abrange todas as verbas decorrentes da condenação referentes ao período da prestação laboral."

#### Evolução no tratamento da Terceirização na Jurisprudência nacional
Ao tratar sobre as possibilidades de terceirizar o serviço, a Súmula 331 fez uma diferenciação entre terceirizações lícitas e ilícitas. Nos termos da súmula, seriam permitidas as terceirizações de serviços de vigilância, conservação e limpeza e serviços especializados ligados à atividade meio do tomador de serviços, enquanto que seriam proibidas terceirizações de atividade-fim.
Antes da promulgação da Súmula 331 do TST, o entendimento majoritário era o de que a terceirização era em regra proibida, com algumas exceções, enquanto que após a sua promulgação, passou-se a entender que a terceirização é em regra possível, desde que a finalidade da atividade terceirizada não seja a atividade-fim de determinada empresa.
Este entendimento, no entanto, foi parcialmente superado, uma vez que o STF ao julgar procedente a Arguição de Descumprimento de Preceito Fundamental (ADPF) de número 324, em 30/08/2018, deu provimento a recurso com repercussão geral, tendo entendido que “É lícita a terceirização ou qualquer outra forma de divisão do trabalho em pessoas jurídicas distintas, independentemente do objeto social das empresas envolvidas, revelando-se inconstitucionais os incisos I, III, IV e VI da Súmula 331 do TST”.
Portanto, é possível observar a tendência de ampliação das possibilidades legais de terceirização, e conseqüentemente maior aplicação e aceitação da terceirização no Brasil, sob o argumento de que na prática, é muito difícil fazer a diferenciação entre atividade-fim e atividade-meio, que a terceirização não implica ofensa a direitos trabalhistas, além de que se depreende do princípio constitucional da livre concorrência que as empresas possuem a faculdade de contratar funcionários da maneira que lhe for mais conveniente. Isto coaduna com a Lei 13.429/2017, que estabeleceu que empresas prestadoras podem optar por gerir sua mão-de-obra ou subcontratar outras empresas para fazer isso, independentemente da valoração da atividade a ser exercida pelos trabalhadores terceirizados.
Note-se que a ampliação da terceirização é uma tendência mundial, como ocorreu com as reformas trabalhistas na França, Inglaterra e Portugal. Destaque-se que isto não necessariamente implica menores garantias aos trabalhadores terceirizados, pois a empresa em que o empregador presta serviços possui responsabilidade solidária com a empresa que o emprega.

### Estudo do DIEESE acerca da diferença de Direitos entre os empregados terceirizados e os de contratação direta
Em que pese o fato dos trabalhadores terceirizados teoricamente não possuírem menos garantias que os trabalhadores contratados, na prática observa-se que os trabalhadores terceirizados recebem cerca de 25% menos do que trabalhadores contratados pela empresa que terceiriza seus serviços, com uma jornada semanal em média três horas mais longa que a dos trabalhadora contratados, além de que é maior a taxa de rotatividade entre os empregadores terceirizados, o que implica uma menos estabilidade do trabalhador, além de maior custo para o produto/serviço final, devido aos gastos com seleção e treinamento.